# 2020 en els vols espacials
Aquest article és una llista d'esdeveniments de vols espacials relacionats que es van produir el 2020.

## Resum

### Exploració del sistema solar
En aquest any es van llançar tres missions a Mart, incloent dos rovers, dos orbitadors i un lander. La NASA va llançar la missió Mars 2020, que inclou el rover Perseverance i el Mars Helicopter Ingenuity, que recolliran mostres per a un possible retorn a la Terra. La China National Space Administration (CNSA) va llançar la seva missió Tianwen-1, que inclou un orbitador, un lander, un petit rover i una càmera desplegable; és la primera missió de la Xina a un altre planeta mitjançant el seu propi vehicle. Finalment, els Emirats Àrabs Units, en col·laboració amb universitats americanes, va llançar l'orbitador Hope Mars Mission en un coet japonès.
Al novembre, la Xina va llançar el Chang'e 5, la primera missió de retorn de mostres a la Lluna des de Luna 24 el 1976. Chang'e 5 va ser pujat a l'òrbita amb el coet pesant desenvolupat recentment Llarga Marxa 5. La missió va realitzar el primer reencontre en òrbita lunar robòtic.
La missió OSIRIS-REx de la NASA va aterrar a l'asteroide 101955 Bennu a l'octubre per obtenir una mostra superficial per enviar-la a la Terra. La missió Hayabusa2 de la JAXA va obtenir mostres de 162173 Ryugu i les va enviar a la Terra el 5 de desembre de 2020, amb el seu vehicle de reentrada recuperat a Woomera, Austràlia.
Es va llançar una missió solar: El Solar Orbiter de l'ESA, el 10 de febrer de 2020, destinada a estudiar l'heliosfera solar. La sonda Solar Parker, llançada el 2018, va reduir la seva distància mínima al Sol fins a 14,2 milions de km.

### Vol espacial tripulat
Als Estats Units, la nau espacial Dragon 2 d'SpaceX va conduir el primer vol espacial tripulat, el Crew Dragon Demo-2, a l'Estació Espacial Internacional el 31 de maig de 2020 com a part del Commercial Crew Program, habilitant la capacitat de vol espacial orbital tripulat americà per primera vegada des de la jubilació del Transbordador Espacial el 2011. La segona missió Dragon amb tripulació i la seva primera missió operativa, Crew-1, va ser llançada el 15 de novembre de 2020.
La Xina va realitzar una prova de vol sense tripulació d'una nau espacial tripulada de la pròxima generació al maig de 2020, i va continuar els preparatius per al llançament pel 2021 del Mòdul Nucli de Cabina Tianhe de l'Estació Espacial Xinesa.
L'astronauta de la NASA Christina Koch va establir un rècord femení de 328 dies a l'espai que va acabar el 6 de febrer de 2020. Scott Kelly encara manté el rècord americà de la història amb 340 dies a l'espai; el cosmonauta Valeri Poliakov té el rècord històric de 437 dies. Koch també va participar en el primer passeig espacial exclusivament femení amb Jessica Meir el 18 d'octubre de 2019.

### Innovació en coets
SpaceX va fer tres vols de proves atmosfèriques amb prototips del seu vehicle orbital totalment reutilitzable de dues etapes Starship.
La tendència cap a la reducció de costos en l'accés va continuar i diversos coets van fer els seus primers vols el 2020. Tot i la creixent competència, el cost de lliurar càrrega a l'EEI va pujar.

### Innovació en satèl·lits
SpaceX va iniciar l'operació amb la constel·lació Starlink a finals de 2020. Fins al 2 de desembre de 2020, es van llançar 955 satèl·lits i Starlink es trobava en una fase pública de proves beta. OneWeb va planejar iniciar el servei també el 2020, però va presentar la seva banca rota el març del 2020 després del llançament de 74 satèl·lits. OneWeb va sortir de l'impàs i va planejar reiniciar els llançaments el desembre de 2020.
El Mission Extension Vehicle MEV-1 va esdevenir la primera nau espacial operada telerobòticament per donar servei a un altre satèl·lit en òrbita quan va completar la primera fase d'una missió de 5 anys per allargar la vida del satèl·lit Intelsat 901 (I-901). El febrer de 2020, MEV-1 va capturar el satèl·lit de comunicacions, que s'havia traslladat a l'òrbita de cementiri uns mesos abans. L'abril de 2020, MEV-1 va tornar a posar Intelsat-901 a la seva posició de l'òrbita geosíncrona on ara s'espera que funcioni cinc anys més. Es tractava d'una primícia de la indústria espacial, ja que el manteniment de satèl·lits s'havia realitzat anteriorment només amb ajuda humana en òrbita, durant les missions de servei al Telescopi Espacial Hubble a principis de la dècada de 2000.

## Llançaments orbitals
| ← Gen · Feb · Mar · Abr · Mai · Jun · Jul · Aug · Set · Oct · Nov · Des → |

| ← Gen · Feb · Mar · Abr · Mai · Jun · Jul · Aug · Set · Oct · Nov · Des → |

| ← Gen · Feb · Mar · Abr · Mai · Jun · Jul · Aug · Set · Oct · Nov · Des → |

| ← Gen · Feb · Mar · Abr · Mai · Jun · Jul · Aug · Set · Oct · Nov · Des → |

| ← Gen · Feb · Mar · Abr · Mai · Jun · Jul · Aug · Set · Oct · Nov · Des → |

| ← Gen · Feb · Mar · Abr · Mai · Jun · Jul · Aug · Set · Oct · Nov · Des → |

| ← Gen · Feb · Mar · Abr · Mai · Jun · Jul · Aug · Set · Oct · Nov · Des → |

| ← Gen · Feb · Mar · Abr · Mai · Jun · Jul · Aug · Set · Oct · Nov · Des → |

| ← Gen · Feb · Mar · Abr · Mai · Jun · Jul · Aug · Set · Oct · Nov · Des → |

| ← Gen · Feb · Mar · Abr · Mai · Jun · Jul · Aug · Set · Oct · Nov · Des → |

| ← Gen · Feb · Mar · Abr · Mai · Jun · Jul · Aug · Set · Oct · Nov · Des → |

## Llançaments suborbitals
| Data i hora (UTC)    | Coet | Coet                                      | Plataforma de llançament                             | Plataforma de llançament                              | LSP                                                          | LSP                                                          |
| -------------------- | --- | ----------------------------------------- | ---------------------------------------------------- | ----------------------------------------------------- | ------------------------------------------------------------ | ------------------------------------------------------------ |
| Data i hora (UTC)    | Càrrega útil | Operador                                  | Òrbita                                               | Funció                                                | Deteriorament (UTC)                                          | Resultat                                                     |
| Data i hora (UTC)    | Comentaris |                                           |                                                      |                                                       |                                                              |                                                              |
| 9 de gener 08:00:00  | S-310 | S-310                                     | Uchinoura                                            | Uchinoura                                             | JAXA                                                         | JAXA                                                         |
| 9 de gener 08:00:00  | | JAXA                                      | Suborbital                                           | Tecnologia                                            | 9 de gener                                                   | Reeixit                                                      |
| 9 de gener 08:00:00  | Apogeu: 131 km |                                           |                                                      |                                                       |                                                              |                                                              |
| 19 de gener          | K-4 | K-4                                       | Visakhapatnam                                        | Visakhapatnam                                         | Armada Índia                                                 | Armada Índia                                                 |
| 19 de gener          | | Armada Índia                              | Suborbital                                           | Prova de míssil                                       | 19 de gener                                                  | Reeixit                                                      |
| 19 de gener          | Apogeu: 500 km? El míssil provenia d'una plataforma submergida situada a les aigües costaneres d'Andhra Pradesh. Aquesta prova es va realitzar en plena configuració operativa durant la qual el míssil va recórrer una distància de més de 3.500 km en aproximadament 21 minuts.                                   |                                           |                                                      |                                                       |                                                              |                                                              |
| 19 de gener 15:30    | Falcon 9 Block 5 | Falcon 9 Block 5                          | Kennedy LC-39A                                       | Kennedy LC-39A                                        | SpaceX                                                       | SpaceX                                                       |
| 19 de gener 15:30    | SpaceX Dragon 2 | SpaceX                                    | Suborbital                                           | Vol de prova                                          | 19 de gener                                                  | Reeixit                                                      |
| 19 de gener 15:30    | Apogeu: 40 km. Prova d'abortament en vol en Max Q. Estava previst que la càpsula de la primera missió de demostració SpX-DM1 s'utilitzaria, però aquesta càpsula després d'haver estat destruïda després de la missió en un incendi durant una prova a terra, es va assignar una nova càpsula per a aquesta missió. |                                           |                                                      |                                                       |                                                              |                                                              |
| 24 de gener          | K-4 | K-4                                       | Visakhapatnam                                        | Visakhapatnam                                         | Armada Índia                                                 | Armada Índia                                                 |
| 24 de gener          | | Armada Índia                              | Suborbital                                           | Prova de míssil                                       | 24 de gener                                                  | Reeixit                                                      |
| 24 de gener          | Apogeu: 500 km? |                                           |                                                      |                                                       |                                                              |                                                              |
| 27 de gener 13:40    | Black Brant IX | Black Brant IX                            | Poker Flat Research Range                            | Poker Flat Research Range                             | NASA                                                         | NASA                                                         |
| 27 de gener 13:40    | PolarNOx 2 | Virginia Tech                             | Suborbital                                           | Investigació de la termosfera                         | 27 de gener                                                  | Reeixit                                                      |
| 27 de gener 13:40    | Apogeu: 260 km |                                           |                                                      |                                                       |                                                              |                                                              |
| 5 de febrer 08:33    | Minuteman-III | Minuteman-III                             | Vandenberg Air Force Base LF-04                      | Vandenberg Air Force Base LF-04                       | Forces Aèries dels Estats Units d'Amèrica                    | Forces Aèries dels Estats Units d'Amèrica                    |
| 5 de febrer 08:33    | FTU-2 | Forces Aèries dels Estats Units d'Amèrica | Suborbital                                           | Vol de prova                                          | 5 de febrer                                                  | Reeixit                                                      |
| 12 de febrer         | UGM-133 Trident II | UGM-133 Trident II                        | USS Maine (SSBN-741), Pacific Missile Range Facility | USS Maine (SSBN-741), Pacific Missile Range Facility  | Marina dels Estats Units d'Amèrica                           | Marina dels Estats Units d'Amèrica                           |
| 12 de febrer         | | Marina dels Estats Units d'Amèrica        | Suborbital                                           | Prova de míssil                                       | 12 de febrer                                                 | Reeixit                                                      |
| 12 de febrer         | Demonstration and Shakedown Operation (DASO) 30 |                                           |                                                      |                                                       |                                                              |                                                              |
| 16 de febrer         | UGM-133 Trident II | UGM-133 Trident II                        | USS Maine (SSBN-741), Pacific Missile Range Facility | USS Maine (SSBN-741), Pacific Missile Range Facility  | Marina dels Estats Units d'Amèrica                           | Marina dels Estats Units d'Amèrica                           |
| 16 de febrer         | | Marina dels Estats Units d'Amèrica        | Suborbital                                           | Prova de míssil                                       | 16 de febrer                                                 | Reeixit                                                      |
| 16 de febrer         | Demonstration and Shakedown Operation (DASO) 30 |                                           |                                                      |                                                       |                                                              |                                                              |
| 19 de febrer 23:14   | Improved Malemute | Improved Malemute                         | Esrange                                              | Esrange                                               | SSC                                                          | SSC                                                          |
| 19 de febrer 23:14   | SPIDER-2 | SNSA                                      | Suborbital                                           | Anàlisi atmosfèric                                    | 19 de febrer                                                 | Reeixit                                                      |
| 19 de febrer 23:14   | Apogeu 120 km |                                           |                                                      |                                                       |                                                              |                                                              |
| 20 de març 08:30     | UGM-27 Polaris (STARS) | UGM-27 Polaris (STARS)                    | Barking Sands LC-42                                  | Barking Sands LC-42                                   | Marina dels Estats Units d'Amèrica                           | Marina dels Estats Units d'Amèrica                           |
| 20 de març 08:30     | C-HGB | Marina dels Estats Units d'Amèrica        | Suborbital                                           | Tecnologia                                            | 20 de març                                                   | Reeixit                                                      |
| 20 de març 08:30     | "Common-Hypersonic Glide Body", prova d'èxit del vehicle de planejament hipersònic. |                                           |                                                      |                                                       |                                                              |                                                              |
| 15 d'abril 15:00     | PL-19 "Nudol" | PL-19 "Nudol"                             | Cosmòdrom de Plessetsk                               | Cosmòdrom de Plessetsk                                | Rússia                                                       | Rússia                                                       |
| 15 d'abril 15:00     | |                                           | Suborbital                                           | Prova de míssil                                       | 15 d'abril                                                   | Reeixit                                                      |
| 15 d'abril 15:00     | Prova de míssils antisatèl·lits |                                           |                                                      |                                                       |                                                              |                                                              |
| 12 de juny           | M51 | M51                                       | Le Téméraire, badia d'Audierne                       | Le Téméraire, badia d'Audierne                        | DGA/Marine nationale                                         | DGA/Marine nationale                                         |
| 12 de juny           | | DGA/Marine nationale                      | Suborbital                                           | Vol de prova                                          | 12 de juny                                                   | Reeixit                                                      |
| 12 de juny           | Apogeu: 1000 km? |                                           |                                                      |                                                       |                                                              |                                                              |
| 14 de juny           | Momo 5 | Momo 5                                    | Taiki Aerospace Research Field                       | Taiki Aerospace Research Field                        | Interstellar Technologies                                    | Interstellar Technologies                                    |
| 14 de juny           | Japó | Kochi University of Technology            | Suborbital                                           | ?                                                     | 14 de juny                                                   | Error de llançament                                          |
| 14 de juny           | A uns 35 segons de vol, es van observar espurnes a prop del broquet del motor. Uns trenta segons després, el motor va fallar i el coet va caure fora de control. |                                           |                                                      |                                                       |                                                              |                                                              |
| 4 d'agost 07:21      | Minuteman-III | Minuteman-III                             | Vandenberg Air Force Base LF-10                      | Vandenberg Air Force Base LF-10                       | Forces Aèries dels Estats Units d'Amèrica                    | Forces Aèries dels Estats Units d'Amèrica                    |
| 4 d'agost 07:21      | 3x Mk 12 RV | Forces Aèries dels Estats Units d'Amèrica | Suborbital                                           | Vol de prova                                          | 4 d'agost                                                    | Reeixit                                                      |
| 4 d'agost 07:21      | Mission GT-235GM |                                           |                                                      |                                                       |                                                              |                                                              |
| 12 d'agost           | Silver Sparrow? | Silver Sparrow?                           | F-15 Eagle, Israel                                   | F-15 Eagle, Israel                                    | IAF                                                          | IAF                                                          |
| 12 d'agost           | | Israeli Air Force                         | Suborbital                                           | Objectiu ABM                                          | 12 d'agost                                                   | Reeixit                                                      |
| 12 d'agost           | Apogeu: ~100 km?, objectiu AST-18a, interceptat amb èxit per Arrow 2 |                                           |                                                      |                                                       |                                                              |                                                              |
| 16 d'agost           | Skylark Micro | Skylark Micro                             | Zona de llançament de la península de Langanes       | Zona de llançament de la península de Langanes        | Skyrora                                                      | Skyrora                                                      |
| 16 d'agost           | | Skyrora                                   | Suborbital                                           | Vol de prova                                          | 16 d'agost                                                   | Reeixit                                                      |
| 16 d'agost           | Vol inaugural de Skylark Micro. Apogeu: 26,86 km. |                                           |                                                      |                                                       |                                                              |                                                              |
| 2 de setembre 07:03  | Minuteman-III | Minuteman-III                             | Vandenberg Air Force Base LF-04                      | Vandenberg Air Force Base LF-04                       | Forces Aèries dels Estats Units d'Amèrica                    | Forces Aèries dels Estats Units d'Amèrica                    |
| 2 de setembre 07:03  | 1x RV | Forces Aèries dels Estats Units d'Amèrica | Suborbital                                           | Vol de prova                                          | 2 de setembre                                                | Reeixit                                                      |
| 2 de setembre 07:03  | Mission GT-233GM |                                           |                                                      |                                                       |                                                              |                                                              |
| 8 de setembre 18:00  | Black Brant IX | Black Brant IX                            | White Sands Missile Range                            | White Sands Missile Range                             | NASA                                                         | NASA                                                         |
| 8 de setembre 18:00  | DUST-2 | NASA / JAXA                               | Suborbital                                           | Formació i creixement de petites partícules           | 8 de setembre                                                | Reeixit                                                      |
| 8 de setembre 18:00  | Apogeu: 346 km |                                           |                                                      |                                                       |                                                              |                                                              |
| 19 de setembre 00:39 | T-Minus Engineering Dart | T-Minus Engineering Dart                  | Koonibba Test Range                                  | Koonibba Test Range                                   | T-Minus Engineering                                          | T-Minus Engineering                                          |
| 19 de setembre 00:39 | DEWC-SP1 | DEWC Systems                              | Suborbital                                           | Miniaturized Orbital Electronic Warfare Sensor System | 19 de setembre                                               | Reeixit                                                      |
| 19 de setembre 00:39 | Primer vol del T-minus Dart. Primer llançament espacial holandès |                                           |                                                      |                                                       |                                                              |                                                              |
| 19 de setembre 02:19 | T-Minus Engineering Dart | T-Minus Engineering Dart                  | Koonibba Test Range                                  | Koonibba Test Range                                   | T-Minus Engineering                                          | T-Minus Engineering                                          |
| 19 de setembre 02:19 | DEWC-SP2 | DEWC Systems                              | Suborbital                                           | Miniaturized Orbital Electronic Warfare Sensor System | 19 de setembre                                               | Reeixit                                                      |
| 19 de setembre 02:19 | Va volar 1 hora i 40 minuts després del vol anterior. |                                           |                                                      |                                                       |                                                              |                                                              |
| 13 d'octubre 13:36   | New Shepard | New Shepard                               | Corn Ranch                                           | Corn Ranch                                            | Blue Origin                                                  | Blue Origin                                                  |
| 13 d'octubre 13:36   | Crew Capsule 2.0 | Blue Origin                               | Suborbital                                           | Vol de prova/Lliurament de càrrega útil               | 13 d'octubre                                                 | Reeixit                                                      |
| 13 d'octubre 13:36   | 7è vol de la mateixa càpsula. Les càrregues útils a bord inclouen Space Lab Technologies, Southwest Research Institute, llavors i postals per a Club for the Future, i múltiples càrregues útils per a la NASA, inclosa SPLICE, per provar futures tecnologies d'aterratge lunar en suport del programa Artemis.    |                                           |                                                      |                                                       |                                                              |                                                              |
| 29 d'octubre 19:27   | Minuteman-III | Minuteman-III                             | Vandenberg Air Force Base LF-09                      | Vandenberg Air Force Base LF-09                       | Forces Aèries dels Estats Units d'Amèrica                    | Forces Aèries dels Estats Units d'Amèrica                    |
| 29 d'octubre 19:27   | 1x RV | Forces Aèries dels Estats Units d'Amèrica | Suborbital                                           | Vol de prova                                          | 29 d'octubre                                                 | Reeixit                                                      |
| 29 d'octubre 19:27   | Mission GT-236GM |                                           |                                                      |                                                       |                                                              |                                                              |
| 2 de novembre 10:20  | Black Brant IX | Black Brant IX                            | White Sands Missile Range                            | White Sands Missile Range                             | NASA                                                         | NASA                                                         |
| 2 de novembre 10:20  | DEUCE | NASA                                      | Suborbital                                           | Astronomia                                            | 2 de novembre                                                | Reeixit                                                      |
| 2 de novembre 10:20  | Apogeu: 285 km |                                           |                                                      |                                                       |                                                              |                                                              |
| 17 de novembre 05:50 | MBI-T2 | MBI-T2                                    | Ronald Reagan Ballistic Missile Defense Test Site    | Ronald Reagan Ballistic Missile Defense Test Site     | US Missile Defense Agency                                    | US Missile Defense Agency                                    |
| 17 de novembre 05:50 | Objectiu de SM-3 | Estats Units d'Amèrica                    | Suborbital                                           | Target for SM-3 FMT-44                                | 17 de novembre                                               | Reeixit                                                      |
| 17 de novembre 05:50 | Objectiu MBI i interceptat per SM-3 FMT-44. |                                           |                                                      |                                                       |                                                              |                                                              |
| 17 de novembre       | SM-3 Block IIA | SM-3 Block IIA                            | USS John Finn                                        | USS John Finn                                         | US Missile Defense Agency/Marina dels Estats Units d'Amèrica | US Missile Defense Agency/Marina dels Estats Units d'Amèrica |
| 17 de novembre       | Vehicle de interceptació | Marina dels Estats Units d'Amèrica        | Suborbital                                           | Interceptor d'MBI                                     | 17 de novembre                                               | Reeixit                                                      |
| 17 de novembre       | Interceptat l'MBI-T2 a l'espai. |                                           |                                                      |                                                       |                                                              |                                                              |
| 9 de desembre        | R-29RMU | R-29RMU                                   | Karelia (submarí), mar de Barents                    | Karelia (submarí), mar de Barents                     | Ministeri de Defensa de Rússia                               | Ministeri de Defensa de Rússia                               |
| 9 de desembre        | 1x RV? |                                           | Suborbital                                           | Prova de míssil                                       | 9 de desembre                                                | Reeixit                                                      |
| 9 de desembre        | RS-24 Yars | RS-24 Yars                                | Cosmòdrom de Plessetsk                               | Cosmòdrom de Plessetsk                                | Ministeri de Defensa de Rússia                               | Ministeri de Defensa de Rússia                               |
| 9 de desembre        | 1x RV? |                                           | Suborbital                                           | Prova de míssil                                       | 9 de desembre                                                | Reeixit                                                      |
| 12 de desembre 16:15 | SpaceShipTwo | SpaceShipTwo                              | Spaceport America                                    | Spaceport America                                     | Virgin Galactic                                              | Virgin Galactic                                              |
| 12 de desembre 16:15 | VSS Unity | Virgin Galactic                           | Suborbital                                           | Vol espacial tripulat                                 | 12 de desembre                                               | Abortat                                                      |
| 12 de desembre 16:15 | Primer intent de vol espacial amb tripulació des de Nou Mèxic. Un segon després de l'encesa, el motor de la sonda espacial es va avortar i es va apagar. Els dos tripulants a bord, David Mackay i Frederick Sturckow, van pilotar la nau espacial fins a un aterratge segur.                                       |                                           |                                                      |                                                       |                                                              |                                                              |
| 12 December          | RSM-56 Bulava | RSM-56 Bulava                             | K-551 Vladimir Monomakh (submarí), mar d'Okhotsk     | K-551 Vladimir Monomakh (submarí), mar d'Okhotsk      | Ministeri de Defensa de Rússia                               | Ministeri de Defensa de Rússia                               |
| 12 December          | 1x RV | Ministeri de Defensa de Rússia            | Suborbital                                           | Prova de míssil                                       | 12 de desembre                                               | Reeixit                                                      |
| 12 December          | Llançament ràpid de quatre míssils balístics intercontinentals. |                                           |                                                      |                                                       |                                                              |                                                              |
| 12 de desembre       | RSM-56 Bulava | RSM-56 Bulava                             | K-551 Vladimir Monomakh (submarí), mar d'Okhotsk     | K-551 Vladimir Monomakh (submarí), mar d'Okhotsk      | Ministeri de Defensa de Rússia                               | Ministeri de Defensa de Rússia                               |
| 12 de desembre       | 1x RV | Ministeri de Defensa de Rússia            | Suborbital                                           | Prova de míssil                                       | 12 de desembre                                               | Reeixit                                                      |
| 12 de desembre       | Llançament ràpid de quatre míssils balístics intercontinentals. |                                           |                                                      |                                                       |                                                              |                                                              |
| 12 de desembre       | RSM-56 Bulava | RSM-56 Bulava                             | K-551 Vladimir Monomakh (submarí), mar d'Okhotsk     | K-551 Vladimir Monomakh (submarí), mar d'Okhotsk      | Ministeri de Defensa de Rússia                               | Ministeri de Defensa de Rússia                               |
| 12 de desembre       | 1x RV | Ministeri de Defensa de Rússia            | Suborbital                                           | Prova de míssil                                       | 12 de desembre                                               | Reeixit                                                      |
| 12 de desembre       | Llançament ràpid de quatre míssils balístics intercontinentals. |                                           |                                                      |                                                       |                                                              |                                                              |
| 12 de desembre       | RSM-56 Bulava | RSM-56 Bulava                             | K-551 Vladimir Monomakh (submarí), mar d'Okhotsk     | K-551 Vladimir Monomakh (submarí), mar d'Okhotsk      | Ministeri de Defensa de Rússia                               | Ministeri de Defensa de Rússia                               |
| 12 de desembre       | 1x RV | Ministeri de Defensa de Rússia            | Suborbital                                           | Prova de míssil                                       | 12 de desembre                                               | Reeixit                                                      |
| 12 de desembre       | Llançament ràpid de quatre míssils balístics intercontinentals. |                                           |                                                      |                                                       |                                                              |                                                              |
| 16 de desembre       | PL-19 "Nudol" | PL-19 "Nudol"                             | Cosmòdrom de Plessetsk                               | Cosmòdrom de Plessetsk                                | Rússia                                                       | Rússia                                                       |
| 16 de desembre       | |                                           | Suborbital                                           | Prova de míssil                                       | 16 de desembre                                               | Reeixit                                                      |
| 16 de desembre       | Prova de míssils antisatèl·lits |                                           |                                                      |                                                       |                                                              |                                                              |

## Llançaments des de la Lluna
-
| Data i hora (UTC)   | Coet | Coet                          | Plataforma de llançament                     | Plataforma de llançament                     | LSP                 | LSP      |
| ------------------- | --- | ----------------------------- | -------------------------------------------- | -------------------------------------------- | ------------------- | -------- |
| Data i hora (UTC)   | Càrrega útil | Operador                      | Òrbita                                       | Funció                                       | Deteriorament (UTC) | Resultat |
| Data i hora (UTC)   | Comentaris |                               |                                              |                                              |                     |          |
| 3 de desembre 15:10 | Vehicle d'ascens de Chang'e 5 | Vehicle d'ascens de Chang'e 5 | Vehicle de descens de Chang'e 5, Mons Rümker | Vehicle de descens de Chang'e 5, Mons Rümker | CNSA                | CNSA     |
| 3 de desembre 15:10 | Mostra de sòl lunar | CNSA                          | Òrbita selenocèntrica                        | Retorn de mostres                            | 7 desembre 2020     | Reeixit  |
| 3 de desembre 15:10 | Missió de retorn de mostres. Primer vol de l'etapa d'ascens de Chang'e. Es va retrobar i va atracar amb el vehicle de tornada Chang'e 5 Terra per transferir mostres de sòl lunar per retornar a la Terra. |                               |                                              |                                              |                     |          |

## Encontres espacials
| Data (UTC)     | Nau espacial                                     | Esdeveniment                                                 | Comentaris |
| -------------- | ------------------------------------------------ | ------------------------------------------------------------ | --- |
| 29 de gener    | Sonda solar Parker                               | 4t periheli                                                  | |
| 17 de febrer   | Juno                                             | 25è perigeu de Júpiter                                       | |
| 10 d'abril     | Juno                                             | 26è perigeu                                                  | |
| 10 d'abril     | BepiColombo                                      | Assistència gravitatòria a la Terra                          | |
| 2 de juny      | Juno                                             | 27è perigeu                                                  | |
| 7 de juny      | Sonda solar Parker                               | 5è periheli                                                  | |
| 11 de juliol   | Sonda solar Parker                               | Tercera assistència gravitatòria a Venus                     | |
| 25 de juliol   | Juno                                             | 28è perigeu                                                  | |
| 16 de setembre | Juno                                             | 29è perigeu                                                  | |
| 27 de setembre | Sonda solar Parker                               | 6è periheli                                                  | |
| 16 d'octubre   | BepiColombo                                      | Primera assistència gravitatòria a Venus                     | |
| 20 d'octubre   | OSIRIS-REx                                       | Maniobra de presa i enlairament a Bennu per recollir mostres | |
| 8 de novembre  | Juno                                             | 30è perigeu                                                  | |
| 28 de novembre | Chang'e 5                                        | Inserció orbital lunar                                       | |
| 1 de desembre  | Vehicle d'ascens i mòdul de descens de Chang'e 5 | Aterratge lunar                                              | Missió de retorn de mostres                                                                                         |
| 5 de desembre  | Vehicle d'ascens i orbitador de Chang'e 5        | Reencontre en òrbita lunar                                   | Primer reencontre i acoblatge robòtic en òrbita lunar                                                               |
| 5 de desembre  | Hayabusa2                                        | Retorn de mostres a la Terra                                 | |
| 7 de desembre  | Vehicle d'ascens Chang'e 5                       | Impacte lunar                                                | Desorbitament intencional seguit de l'acoblament i transferència de mostres a l'orbitador i la càpsula de reentrada |
| 13 de desembre | Càpsula de reentrada i orbitador Chang'e 5       | Injecció transterrestre                                      | |
| 16 de desembre | Càpsula de reentrada Chang'e 5                   | Retorn de mostra lunar                                       | Realitzar una omissió de reentrada per reduir les càrregues tèrmiques                                               |
| 26 de desembre | Solar Orbiter                                    | Primera assistència gravitatòria a Venus                     | |
| 30 de desembre | Juno                                             | 31è perigeu                                                  | |

## Activitats extravehiculars (EVAs)
| Inici Data/Hora      | Duració           | Hora fi | Nau espacial                           | Tripulació                            | Comentaris |
| -------------------- | ----------------- | ------- | -------------------------------------- | ------------------------------------- | --- |
| 15 de gener 18:04    | 7 hores 29 minuts | 01:33   | Expedició 61 EEI Quest                 | Christina Koch Jessica Meir           | Durant el passeig espacial de 7 hores i 29 minuts, els dos astronautes de la NASA van substituir amb èxit les bateries de níquel-hidrogen per bateries de liti-ió més noves i potents per al canal d'alimentació en un parell de matrius solars de l'estació. |
| 20 de gener 17:33    | 6 hores 58 minuts | 00:31   | Expedició 61 EEI Quest                 | Christina Koch Jessica Meir           | Durant el passeig espacial de sis hores i 58 minuts, els dos astronautes de la NASA van completar amb èxit l'actualització de la bateria d'un canal en un parell de matrius solars de l'estació. El treball va incloure l'eliminació de les dues últimes bateries de níquel-hidrogen d'aquesta zona de la columna vertebral de l'estació, a prop de la xarxa solar portuària, i el trasllat a una plataforma externa. Les bateries s'emmagatzemaran allà fins que es puguin llençar a la propera nau espacial de càrrega HTV japonesa després que lliuri tones de subministraments a l'estació espacial a finals d'aquest any. Meir i Koch també van instal·lar la sisena i última nova bateria de ions de liti i els controladors de terra van verificar que les noves bateries s'alimentaven amb èxit per proporcionar una capacitat d'alimentació millorada i més eficient per a les operacions de les estacions.                                     |
| 25 de gener 11:04    | 6 hores 16 minuts | 17:20   | Expedició 61 EEI Quest                 | Andrew Morgan Luca Parmitano          | Durant el passeig espacial de 6 hores i 16 minuts, els dos astronautes van completar amb èxit les comprovacions de fuites del sistema de refrigeració de l'Alpha Magnetic Spectrometer (AMS) i van obrir una vàlvula perquè pressionés el sistema. Les proves preliminars mostren que l'AMS està responent com s'esperava. |
| 26 de juny 11:02     | 6 hores 7 minuts  | 17:39   | Expedició 63 EEI Quest                 | Chris Cassidy Robert Behnken          | Els caminants espacials van retirar cinc de les sis bateries de níquel-hidrogen envellides per a un dels dos canals d'alimentació de l'armadura de tribord 6 (S6), van instal·lar dues de les tres noves bateries de ions de liti i van instal·lar dues de les tres plaques adaptadores associades que s'utilitzen per completar el circuit d'alimentació a les noves bateries. El control de la missió informa que les dues noves bateries funcionen.Plantilla:Pb Els dos astronautes de la NASA van completar tots els treballs previstos per aquest primer dels quatre passeigs espacials per substituir les bateries que proporcionen energia a les matrius solars de l'estació a l'armadura de tribord del complex, així com les tasques inicials previstes inicialment per a la segona caminada espacial programada el proper dimecres. Les noves bateries proporcionen una capacitat d'alimentació millorada i més eficient per a les operacions. |
| 1 de juliol 11:13    | 6 hores 1 minuts  | 17:14   | Expedició 63 EEI Quest                 | Chris Cassidy Robert Behnken          | Durant el passeig espacial de sis hores i un minut, els dos astronautes de la NASA van completar la meitat del treball per actualitzar les bateries que proporcionen energia a un canal en un parell de matrius solars de l'estació. Les noves bateries proporcionen una capacitat d'alimentació millorada i més eficient per a les operacions. Van traslladar i connectar amb èxit una nova i potent bateria de liti-ió i en el seu lloc l'adaptador per completar el circuit a la nova bateria i van traslladar una bateria de níquel-hidrogen envellida a una plataforma externa per a la seva futura eliminació. |
| 16 de juliol 11:10   | 6 hores           | 17:10   | Expedició 63 EEI Quest                 | Chris Cassidy Robert Behnken          | Els dos astronautes de la NASA van completar tot el treball per substituir les bateries que proporcionen energia a les matrius solars de l'Estació Espacial Internacional a l'enreixat de tribord del complex. Les noves bateries proporcionen una capacitat d'alimentació millorada i més eficient per a les operacions. Els caminadors espacials van retirar sis bateries de níquel-hidrogen envellides per al segon dels dos canals d'alimentació de l'armadura de tribord 6 (S6), van instal·lar tres noves bateries d'ió-liti i van instal·lar les tres plaques adaptadores associades que s'utilitzen per completar el circuit bateries noves. |
| 21 de juliol 11:12   | 5 hores 29 minuts | 16:41   | Expedició 63 EEI Quest                 | Chris Cassidy Robert Behnken          | Els dos astronautes de la NASA van instal·lar una unitat protectora d'emmagatzematge que inclou dues unitats de Robotic External Leak Locator (RELL) que el robot Dextre de l'Agència Espacial Canadenca pot utilitzar per detectar fuites d'amoníac, que s'utilitza per accionar el sistema de refrigeració de l'estació. Van retirar dos accessoris d'elevació a la base de les matrius solars de l'estació a l'enreixat del port proper, o columna vertebral, de l'estació. Els "accessoris H" es van utilitzar per al processament de terrenys de les matrius solars abans del seu llançament. A continuació, van completar les tasques per preparar l'exterior del mòdul Tranquility per a l'arribada a finals d'aquest any de la resclusa d'aire comercial de Nanoracks en una missió de lliurament de càrrega d'SpaceX. També van encaminar cables ethernet i van treure una tapa del filtre d'objectiu d'una càmera externa.                     |
| 18 de novembre 15:12 | 6 hores 48 minuts | 22:00   | Expedició 64 Resclosa d'aire del Poisk | Serguei Rijikov Serguei Kud-Svertxkov | El passeig espacial es va dur a terme utilitzant la resclosa d'aire del Mòdul Poisk per primer cop en 11 anys. Aquest passeig espacial inclou treballs de preparació del desmantellament i la sortida del mòdul Pirs: antena reubicada i instruments reposicionats. La substitució del regulador de flux de fluid no es va fer ja que els astronautes no van poder obrir un nou compartiment del mòdul, aquesta tasca es va diferir a un futur passeig espacial. |

## Estadístiques de llançaments orbitals

### Per país
Als efectes d'aquesta secció, el recompte anual de llançaments orbitals per països assigna cada vol al país d'origen del coet, no al proveïdor de serveis de llançament o al port espacial. Com a exemples, els llançaments Soiuz d'Arianespace a Kourou es compten sota Rússia perquè el Soiuz-2 és un coet rus. Els llançaments des de la Lluna no s'inclouen a les estadístiques.
| País | País            | Llançaments | Reeixits | Errors | Errors parcials | Comentaris                                                          |
| ---- | --------------- | ----------- | -------- | ------ | --------------- | ------------------------------------------------------------------- |
|      | R.P. de la Xina | 39          | 35       | 4      | 0               |                                                                     |
|      | Unió Europea    | 5           | 4        | 1      | 0               |                                                                     |
|      | Índia           | 2           | 2        | 0      | 0               |                                                                     |
|      | Iran            | 2           | 1        | 1      | 0               |                                                                     |
|      | Israel          | 1           | 1        | 0      | 0               |                                                                     |
|      | Japó            | 4           | 4        | 0      | 0               |                                                                     |
|      | Rússia          | 17          | 17       | 0      | 0               | Inclou dos llançaments de Soiuz europeus des de la Guaiana Francesa |
|      | Estats Units    | 44          | 40       | 4      | 0               | Inclou set llançaments Electron des de Mahia                        |
| Món  | Món             | 114         | 104      | 10     | 0               |                                                                     |

### Per coet
- Antares 230+
- Ariane 5
- Atlas V
- Electron
- Falcon 9 nou
- Falcon 9 reutilitzat
- Falcon Heavy
- H-IIA
- H-IIB
- Kuaizhou 1A
- Kuaizhou 11
- Llarga Marxa 2
- Llarga Marxa 3
- Llarga Marxa 4
- Llarga Marxa 5
- Llarga Marxa 6
- Llarga Marxa 7
- Llarga Marxa 8
- Llarga Marxa 11
- Soiuz-2 (Rússia)
- Soiuz-ST (Europa)
- PSLV
- GSLV Mk II
- GSLV Mk III
- Vega
- Altres

#### Per família
| Família          | País            | Llançaments | Reeixits | Errors | Errors parcials | Comentaris    |
| ---------------- | --------------- | ----------- | -------- | ------ | --------------- | ------------- |
| Angara           | Rússia          | 1           | 1        | 0      | 0               |               |
| Antares          | Estats Units    | 2           | 2        | 0      | 0               |               |
| Ariane           | Unió Europea    | 3           | 3        | 0      | 0               |               |
| Astra            | Estats Units    | 2           | 0        | 2      | 0               | Vol inaugural |
| Atlas            | Estats Units    | 5           | 5        | 0      | 0               |               |
| Ceres            | R.P. de la Xina | 1           | 1        | 0      | 0               | Vol inaugural |
| Delta            | Estats Units    | 1           | 1        | 0      | 0               |               |
| Electron         | Estats Units    | 7           | 6        | 1      | 0               |               |
| Falcon           | Estats Units    | 25          | 25       | 0      | 0               |               |
| H-II             | Japó            | 4           | 4        | 0      | 0               |               |
| Kuaizhou         | R.P. de la Xina | 4           | 2        | 2      | 0               |               |
| LauncherOne      | Estats Units    | 1           | 0        | 1      | 0               | Vol inaugural |
| Llarga Marxa     | R.P. de la Xina | 34          | 32       | 2      | 0               |               |
| Minotaur         | Estats Units    | 1           | 1        | 0      | 0               |               |
| R-7              | Rússia          | 15          | 15       | 0      | 0               |               |
| Safir            | Iran            | 1           | 1        | 0      | 0               |               |
| SLV              | Índia           | 2           | 2        | 0      | 0               |               |
| Shavit           | Israel          | 1           | 1        | 0      | 0               |               |
| Simorgh          | Iran            | 1           | 0        | 1      | 0               |               |
| Universal Rocket | Rússia          | 1           | 1        | 0      | 0               |               |
| Vega             | Unió Europea    | 2           | 1        | 1      | 0               |               |

#### Per tipus
| Coet            | País            | Família          | Llançaments | Reeixits | Fracassos | Fracassos parcials | Comentaris    |
| --------------- | --------------- | ---------------- | ----------- | -------- | --------- | ------------------ | ------------- |
| Angara          | Rússia          | Angara           | 1           | 1        | 0         | 0                  |               |
| Antares 200     | Estats Units    | Antares          | 2           | 2        | 0         | 0                  |               |
| Ariane 5        | Europe          | Ariane           | 3           | 3        | 0         | 0                  |               |
| Atlas V         | Estats Units    | Atlas            | 5           | 5        | 0         | 0                  |               |
| Ceres-1         | R.P. de la Xina | Ceres            | 1           | 1        | 0         | 0                  | Vol inaugural |
| Delta IV        | Estats Units    | Delta            | 1           | 1        | 0         | 0                  |               |
| Electron        | Estats Units    | Electron         | 7           | 6        | 1         | 0                  |               |
| Falcon 9        | Estats Units    | Falcon           | 25          | 25       | 0         | 0                  |               |
| H-IIA           | Japó            | H-II             | 3           | 3        | 0         | 0                  |               |
| H-IIB           | Japó            | H-II             | 1           | 1        | 0         | 0                  | Vol final     |
| Kuaizhou        | R.P. de la Xina | Kuaizhou         | 4           | 2        | 2         | 0                  |               |
| LauncherOne     | Estats Units    | LauncherOne      | 1           | 0        | 1         | 0                  | Vol inaugural |
| Llarga Marxa 2  | R.P. de la Xina | Llarga Marxa     | 11          | 11       | 0         | 0                  |               |
| Llarga Marxa 3  | R.P. de la Xina | Llarga Marxa     | 8           | 7        | 1         | 0                  |               |
| Llarga Marxa 4  | R.P. de la Xina | Llarga Marxa     | 6           | 6        | 0         | 0                  |               |
| Llarga Marxa 5  | R.P. de la Xina | Llarga Marxa     | 3           | 3        | 0         | 0                  |               |
| Llarga Marxa 6  | R.P. de la Xina | Llarga Marxa     | 1           | 1        | 0         | 0                  |               |
| Llarga Marxa 7  | R.P. de la Xina | Llarga Marxa     | 1           | 0        | 1         | 0                  |               |
| Llarga Marxa 8  | R.P. de la Xina | Llarga Marxa     | 1           | 1        | 0         | 0                  | Vol inaugural |
| Llarga Marxa 11 | R.P. de la Xina | Llarga Marxa     | 3           | 3        | 0         | 0                  |               |
| Minotaur IV     | Estats Units    | Minotaur         | 1           | 1        | 0         | 0                  |               |
| PSLV            | Índia           | SLV              | 2           | 2        | 0         | 0                  |               |
| Proton          | Rússia          | Universal Rocket | 1           | 1        | 0         | 0                  |               |
| Qased           | Iran            | Safir            | 1           | 1        | 0         | 0                  | Vol inaugural |
| Rocket 3        | Estats Units    | Astra            | 2           | 0        | 2         | 0                  | Vol inaugural |
| Shavit          | Israel          | Shavit           | 1           | 1        | 0         | 0                  |               |
| Simorgh         | Iran            | Simorgh          | 1           | 0        | 1         | 0                  |               |
| Soiuz-2         | Rússia          | R-7              | 15          | 15       | 0         | 0                  |               |
| Vega            | Europe          | Vega             | 2           | 1        | 1         | 0                  |               |

#### Per configuració
| Coet                          | País            | Tipus           | Llançaments | Reeixits | Fracassos | Fracassos parcials | Comentaris    |
| ----------------------------- | --------------- | --------------- | ----------- | -------- | --------- | ------------------ | ------------- |
| Angara A5 / Briz-M            | Rússia          | Angara          | 1           | 1        | 0         | 0                  |               |
| Antares 230+                  | Estats Units    | Antares         | 2           | 2        | 0         | 0                  |               |
| Ariane 5 ECA                  | Europe          | Ariane 5        | 3           | 3        | 0         | 0                  |               |
| Atlas V 411                   | Estats Units    | Atlas V         | 1           | 1        | 0         | 0                  |               |
| Atlas V 501                   | Estats Units    | Atlas V         | 1           | 1        | 0         | 0                  |               |
| Atlas V 531                   | Estats Units    | Atlas V         | 1           | 1        | 0         | 0                  |               |
| Atlas V 541                   | Estats Units    | Atlas V         | 1           | 1        | 0         | 0                  |               |
| Atlas V 551                   | Estats Units    | Atlas V         | 1           | 1        | 0         | 0                  |               |
| Delta IV Heavy                | Estats Units    | Delta IV        | 1           | 1        | 0         | 0                  |               |
| Ceres-1                       | R.P. de la Xina | Ceres-1         | 1           | 1        | 0         | 0                  | Vol inaugural |
| Electron                      | Estats Units    | Electron        | 7           | 6        | 1         | 0                  |               |
| Falcon 9 Block 5              | Estats Units    | Falcon 9        | 25          | 25       | 0         | 0                  |               |
| H-IIA 202                     | Japó            | H-IIA           | 3           | 3        | 0         | 0                  |               |
| H-IIB                         | Japó            | H-IIB           | 1           | 1        | 0         | 0                  | Vol final     |
| Kuaizhou 1A                   | R.P. de la Xina | Kuaizhou        | 3           | 2        | 1         | 0                  |               |
| Kuaizhou 11                   | R.P. de la Xina | Kuaizhou        | 1           | 0        | 1         | 0                  | Vol inaugural |
| LauncherOne                   | Estats Units    | LauncherOne     | 1           | 0        | 1         | 0                  | Vol inaugural |
| Llarga Marxa 2C               | R.P. de la Xina | Llarga Marxa 2  | 3           | 3        | 0         | 0                  |               |
| Llarga Marxa 2D               | R.P. de la Xina | Llarga Marxa 2  | 7           | 7        | 0         | 0                  |               |
| Llarga Marxa 2F               | R.P. de la Xina | Llarga Marxa 2  | 1           | 1        | 0         | 0                  |               |
| Llarga Marxa 3B/E             | R.P. de la Xina | Llarga Marxa 3  | 8           | 7        | 1         | 0                  |               |
| Llarga Marxa 4B               | R.P. de la Xina | Llarga Marxa 4  | 5           | 5        | 0         | 0                  |               |
| Llarga Marxa 4C               | R.P. de la Xina | Llarga Marxa 4  | 1           | 1        | 0         | 0                  |               |
| Llarga Marxa 5                | R.P. de la Xina | Llarga Marxa 5  | 2           | 2        | 0         | 0                  |               |
| Llarga Marxa 5B               | R.P. de la Xina | Llarga Marxa 5  | 1           | 1        | 0         | 0                  | Vol inaugural |
| Llarga Marxa 6                | R.P. de la Xina | Llarga Marxa 6  | 1           | 1        | 0         | 0                  |               |
| Llarga Marxa 7A               | R.P. de la Xina | Llarga Marxa 7  | 1           | 0        | 1         | 0                  | Vol inaugural |
| Llarga Marxa 8                | R.P. de la Xina | Llarga Marxa 8  | 1           | 1        | 0         | 0                  | Vol inaugural |
| Llarga Marxa 11               | R.P. de la Xina | Llarga Marxa 11 | 3           | 3        | 0         | 0                  |               |
| Minotaur IV                   | Estats Units    | Minotaur IV     | 1           | 1        | 0         | 0                  |               |
| Proton-M / Briz-M             | Rússia          | Proton          | 1           | 1        | 0         | 0                  |               |
| PSLV-XL                       | Índia           | PSLV            | 1           | 1        | 0         | 0                  |               |
| PSLV-DL                       | Índia           | PSLV            | 1           | 1        | 0         | 0                  |               |
| Qased                         | Iran            | Qased           | 1           | 1        | 0         | 0                  | Vol inaugural |
| Rocket 3                      | Estats Units    | Rocket 3        | 2           | 0        | 2         | 0                  | Vol inaugural |
| Shavit                        | Israel          | Shavit          | 1           | 1        | 0         | 0                  |               |
| Simorgh                       | Iran            | Simorgh         | 1           | 0        | 1         | 0                  |               |
| Soiuz-2.1a                    | Rússia          | Soiuz-2         | 4           | 4        | 0         | 0                  |               |
| Soiuz-2.1a / Fregat-M or ST-A | Rússia          | Soiuz-2         | 3           | 3        | 0         | 0                  |               |
| Soiuz-2.1b / Fregat-M or ST-B | Rússia          | Soiuz-2         | 8           | 8        | 0         | 0                  |               |
| Vega                          | Europe          | Vega            | 2           | 1        | 1         | 0                  |               |

### Per zona de llançament
- Jiuquan
- Taiyuan
- Wenchang
- Xichang
- Mar Groc
- Kourou
- Satish Dhawan
- Semnan
- Xahrud
- Palmachim
- Tanegashima
- Baikonur
- Mahia
- Plessetsk
- Vostotxni
- Cap Canaveral
- Kennedy
- MARS
- Mojave
- PSCA
- Vandenberg

| Lloc          | País            | Llançaments | Reeixits | Errors | Errors parcials | Comentaris         |
| ------------- | --------------- | ----------- | -------- | ------ | --------------- | ------------------ |
| Baikonur      | Kazakhstan      | 7           | 7        | 0      | 0               |                    |
| Cap Canaveral | Estats Units    | 20          | 20       | 0      | 0               |                    |
| Jiuquan       | R.P. de la Xina | 13          | 11       | 2      | 0               |                    |
| Kennedy       | Estats Units    | 10          | 10       | 0      | 0               |                    |
| Kourou        | França          | 7           | 6        | 1      | 0               |                    |
| Mahia         | Nova Zelanda    | 7           | 6        | 1      | 0               |                    |
| MARS          | Estats Units    | 3           | 3        | 0      | 0               |                    |
| Mojave        | Estats Units    | 1           | 0        | 1      | 0               |                    |
| PSCA          | Estats Units    | 2           | 0        | 2      | 0               |                    |
| Palmachim     | Israel          | 1           | 1        | 0      | 0               |                    |
| Plessetsk     | Rússia          | 7           | 7        | 0      | 0               |                    |
| Satish Dhawan | Índia           | 2           | 2        | 0      | 0               |                    |
| Xahrud        | Iran            | 1           | 1        | 0      | 0               | Primer vol orbital |
| Semnan        | Iran            | 1           | 0        | 1      | 0               |                    |
| Taiyuan       | R.P. de la Xina | 7           | 7        | 0      | 0               |                    |
| Tanegashima   | Japó            | 4           | 4        | 0      | 0               |                    |
| Vandenberg    | Estats Units    | 1           | 1        | 0      | 0               |                    |
| Vostotxni     | Rússia          | 1           | 1        | 0      | 0               |                    |
| Wenchang      | R.P. de la Xina | 5           | 4        | 1      | 0               |                    |
| Xichang       | R.P. de la Xina | 13          | 12       | 1      | 0               |                    |
| Mar Groc      | R.P. de la Xina | 1           | 1        | 0      | 0               |                    |
| Total         | Total           | 114         | 104      | 10     | 0               |                    |

### Per òrbita
- Transatmosfèric
- Baixa Terrestre
- Baixa Terrestre (EEI)
- Baixa Terrestre (SSO)
- Baixa Terrestre (retrògrad)
- Mitjana Terrestre
- Mólnia
- Geosíncrona
- GSO inclinada
- Alta Terrestre
- Transferència lunar
- Heliocèntrica

| Règim orbital                            | Llançaments | Assolits | No assolits | Assolits accidentalment | Comentaris                |
| ---------------------------------------- | ----------- | -------- | ----------- | ----------------------- | ------------------------- |
| Transatmosfèrica                         | 0           | 0        | 0           | 0                       |                           |
| Baixa Terrestre / Heliosíncrona          | 82          | 74       | 8           | 0                       | Incloent vols cap a l'EEI |
| Geosíncrona / GTO                        | 19          | 17       | 2           | 0                       |                           |
| Mitjana Terrestre / Mólnia               | 8           | 8        | 0           | 0                       |                           |
| Alta Terrestre / Transferència lunar     | 1           | 1        | 0           | 0                       |                           |
| Heliocèntrica / Transferència planetària | 4           | 4        | 0           | 0                       |                           |
| Total                                    | 114         | 104      | 10          | 0                       |                           |

## Estadístiques de llançaments suborbitals

### Per país
Als efectes d'aquesta secció, el recompte anual de llançaments suborbitals per països assigna cada vol al país d'origen del coet, no al proveïdor de serveis de llançament o al port espacial. Els vols destinats a volar per sota dels 80 km (50 mi) s'ometen.
| País | País          | Llançaments | Reeixits | Errors | Errors parcials | Comentaris                                           |
| ---- | ------------- | ----------- | -------- | ------ | --------------- | ---------------------------------------------------- |
|      | Canadà        | 3           | 3        | 0      | 0               |                                                      |
|      | França        | 1           | 1        | 0      | 0               |                                                      |
|      | Índia         | 2           | 2        | 0      | 0               |                                                      |
|      | Israel        | 1           | 1        | 0      | 0               |                                                      |
|      | Japó          | 2           | 1        | 1      | 0               |                                                      |
|      | Països Baixos | 2           | 2        | 0      | 0               | Inclou el llançament de T-Minus Dart des d'Austràlia |
|      | Rússia        | 8           | 8        | 0      | 0               |                                                      |
|      | Estats Units  | 11          | 11       | 0      | 0               |                                                      |
| Món  | Món           | 30          | 29       | 1      | 0               |                                                      |

## Primer llançament orbital reeixit
- Ceres-1
- Llarga Marxa 5B
- Llarga Marxa 8
- Qased